# Pierluigi Pizzaballa
Pierluigi Pizzaballa - ou Pier Luigi Pizzaballa (Bérgamo, 14 de setembro de 1939) é um ex-futebolista italiano que atuava como goleiro.
Após passar pelo Verdello, onde jogou até 1958, Pizzaballa foi contratado pela Atalanta, clube onde obteve maior destaque, tendo defendido os "Orobici" em 87 jogos entre 1958 e 1966. Inicialmente, era reserva de Zaccaria Cometti, com o qual faria um rodízio no gol. Foi em sua primeira passagem que a Atalanta conquistaria seu mais importante título: a Copa da Itália de 1962-63.
Em 1966, deixou a Atalanta pela primeira vez para defender a Roma, tendo conquistado a Copa da Itália de 1968-69. Passou ainda por Hellas Verona e Milan antes de regressar à Atalanta, onde faria mais 54 partidas até se despedir dos gramados, em 1980.

## Seleção
Convocado para a Copa de 1966 para a reserva de Enrico Albertosi (não chegou a entrar em campo), Pizzaballa defenderia a Itália em apenas um jogo, contra a Áustria, antes do Mundial da Inglaterra.

## Curiosidade
Além de ter ficado famoso por suas duas passagens pela Atalanta, Pizzaballa tornou-se conhecido no folclore do futebol italiano por um motivo curioso: quando a Panini lançou o álbum do Campeonato Italiano, o goleiro era a figurinha de número 1, a mais rara naquele período, tendo os colecionadores percorrendo o território italiano para consegui-la. A frase "Ce l'hai Pizzaballa?" ("você tem o Pizzaballa?", em italiano) ficou marcada na memória dos italianos.